# Olivia Gadecki
Olivia Gadecki (24 de abril de 2002) es una tenista profesional australiana.
Gadecki tiene un ranking de individuales WTA más alto de su carrera, No. 83, logrado el 7 de octubre de 2024. También fue No. 64 en dobles, con un ranking WTA más alto de su carrera, logrado el 22 de julio de 2024.

## Títulos de Grand Slam

### Dobles mixto

#### Título (1)
| Año  | Torneo               | Pareja     | Oponentes en la final               | Resultado        |
| 2025 | Abierto de Australia | John Peers | Kimberly Birrell John-Patrick Smith | 3-6, 6-4, [10-6] |

## Títulos WTA (0; 0+1)

### Individual (0)
| Leyenda              |
| -------------------- |
| Grand Slam (0)       |
| Juegos Olímpicos (0) |
| WTA Finals (0)       |
| WTA 1000 (0)         |
| WTA 500 (0)          |
| WTA 250 (0)          |

#### Finalista (1)
| No. | Fecha                    | Torneo      | Superficie | Oponente en la final | Resultado   |
| 1.  | 15 de septiembre de 2024 | Guadalajara | Dura       | Magdalena Fręch      | 6-7(5), 4-6 |

### Dobles (1)
| Leyenda              |
| -------------------- |
| Grand Slam (0)       |
| Juegos Olímpicos (0) |
| WTA Finals (0)       |
| WTA 1000 (0)         |
| WTA 500 (0)          |
| WTA 250 (1)          |

| N.º | Fecha              | Torneo | Superficie | Pareja          | Oponentes en la final          | Resultado |
| --- | ------------------ | ------ | ---------- | --------------- | ------------------------------ | --------- |
| 1.  | 3 de marzo de 2024 | Austin | Dura       | Olivia Nicholls | Katarzyna Kawa Bibiane Schoofs | 6-2, 6-4  |

## Títulos WTA 125s

### Dobles (2–0)
| Resultado | Fecha                | Torneos    | Superficie            | Pareja          | Oponentes en la final         | Resultado              |
| --------- | -------------------- | ---------- | --------------------- | --------------- | ----------------------------- | ---------------------- |
| Campeona  | 19 de agosto de 2023 | Stanford   | Dura                  | Jodie Burrage   | Hailey Baptiste Claire Liu    | 7-6(4), 6-7(6), [10-8] |
| Campeona  | 16 de marzo de 2024  | Charleston | Tierra batida (verde) | Olivia Nicholls | Sara Errani Tereza Mihalíková | 6-2, 6-1               |